# Bittersüße Erinnerungen
Yaadein (Hindi: यादें, yādeṃ; Urdu: یادیں; wörtl.: Erinnerungen) ist ein Hindi-Film von Subhash Ghai aus dem Jahr 2001.
Im deutschsprachigen Raum war der Film erstmals am 12. August 2007 auf dem frei empfangbaren Sender RTL II zu sehen.

## Handlung
Raj Singh Puri ist sehr gut mit L. K. Malhotra und seinem jüngeren Bruder J. K. Malhotra befreundet. Die Brüder führen die große Firma Malhotra Empire und Raj ist deren Angestellter.
Nachdem Rajs Frau Shalini überfahren wurde, verspricht er ihr noch am Sterbebett, seine drei Töchter Avantika, Sania und Isha heiraten zu lassen, wen sie wollen.
Als sie von London wieder zurück in die Heimat reisen, heiratet die älteste Tochter Avantika. Die Ehe wurde arrangiert. Als die zweite Tochter ihren Geliebten heiraten will, stimmt der Vater nur wider Willen zu. Doch schon bald gibt es die ersten Schwierigkeiten. Sania möchte die Scheidung einreichen, da sie mit ihren Schwiegereltern überhaupt nicht gut auskommt.
Aus diesem Grund sind Raj und seine jüngste Tochter Isha gegen Liebe und Beziehungen. Aber dies ändert sich für Isha als der Erbe des Malhotra Empire, ihr Kindheitsfreund Ronit, sie umwirbt. Raj hingegen hatte schon eine Hochzeit mit der steinreichen Monishka für ihn arrangiert. Als er von Ronits Hochzeitsplänen mit Isha hört, ist Raj sehr geschockt und möchte die Hochzeit verhindern.
Ronit muss Raj nun beweisen, dass Isha die richtige für ihn ist. Somit arrangiert Ronit ein Treffen mit Monishka und Raj. In diesem Treffen darf Raj Monishka drei Fragen stellen. Als Raj deren Antworten hört, wird ihm bewusst, dass Monishka die falsche Frau für Ronit ist.
Raj bittet die Malhotras die Verlobung aufzulösen. Aber J. K. Malhotra denkt gar nicht daran und beleidigt Raj. Erst als Ronits Mutter und Onkel J. K. zur Vernunft bringen steht der Hochzeit von Isha und Ronit nichts im Wege.

## Synchronisation
| Darsteller     | Rolle               | Synchronsprecher   |
| -------------- | ------------------- | ------------------ |
| Jackie Shroff  | Raj Singh Puri      | Oliver Stritzel    |
| Hrithik Roshan | Ronit Malhotra      | Norman Matt        |
| Kareena Kapoor | Isha Singh Puri     | Shandra Schadt     |
| Anang Desai    | L.K. Malhotra       | Erich Räuker       |
| Himani Rawat   | Sania Singh Puri    | Maria Koschny      |
| Kiran Rathod   | Monishka Rai        | Ilona Brokowski    |
| Supriya Karnik | Nalini Malhotra     | Arianne Borbach    |
| Avni Vasa      | Avantika Singh Puri | Melanie Hinze      |
| Rati Agnihotri | Shalini Singh Puri  | Irina von Bentheim |

## Kritik
„Völlig konventionelles Bollywood-Drama, das bestenfalls durch seine schlampige Inszenierung, die auch die gutwilligsten Schauspieler im Stich lässt, aus dem Rahmen fällt. Weitaus ärgerlicher ist jedoch, dass der gut fotografierte Film keinen Hehl aus seinen eigentlichen Absichten macht, die Geschichte vernachlässigt und product placement ebenso hemmungslos wie zahlreich praktiziert.“